# Estádio Municipal Walter Ribeiro
L'Estádio Municipal Walter Ribeiro conosciuto anche come Centro de Integração Comunitário Walter Ribeiro o CIC Walter Ribeiro è un impianto sportivo brasiliano situato nella città di Sorocaba, nello stato di San Paolo. Ospita le partite interne del São Bento.

## Storia
Fu inaugurato il 14 ottobre 1978 con una partita tra i padroni di casa e il San Paolo vinta 0-1 dagli ospiti.
L'impianto fu restaurato nel 2005.